# هنري الخامس، كونت لوكسمبورغ
هنري الخامس الأشقر (بالألمانية: Heinrich V.)‏ (1216 - 24 ديسمبر 1281) المعروف أيضا بـالكبير، كان كونت آرلون من 1226، ولورد لينييه منذ 1240، وفضلاً عن ذلك هو كونت لوكسمبورغ ولا روش من 1247، وأيضا كان مارغريف نامور بين عامي 1256 حتى 1264، وهو ابن فاليرن الثالث، دوق ليمبورخ وإرميسيند، كونتيسة لوكسمبورغ.
في عام 1226 عند وفاة والده فاليران ورث عنه آرلون، بينما ورث أخيه الغير الشقيق الأكبر هنري الرابع ممتلكات والدهم، وفي 1240 تزوج من مارغريت من بار ابنة هنري الثاني، كونت بار وفيليبا دي درو حفيدة لويس السادس ملك فرنسا وكان مهرها لينييه-أون-بارويس وعلى الرغم من خلال شرط في عقد الزواج على أن تعتبر جزءاً من كونتية بار، ومع ذلك استغل صهره ثيوبالد الثاني دي بار الصراع بين فريدريك الثالث، دوق لورين وأسقف ميتز بحيث وقف هنري بجانب الدوق وثيوبالد بجانب الأسقف، ومع ذلك تم آسره في معركة بريني في 14 سبتمبر 1266، وفي 8 سبتمبر 1268 حكم الملك لويس التاسع بين هاتين التهمتين وتم إفراج عنه واستطاع استعادة لينييه ولكن تكون تحت سلطة صهره.
عند وفاة والدته إرميسيند ورث عنها لوكسمبورغ ولاروش في 1247.
وفي 1256 استولى على نامور لأن حاكمها بالدوين الثاني بعيداً يحكم في الإمبراطورية اللاتينية، ولكن بالدوين تخلى لاحقاً عن حقوقه إلى غي دي دامبير، كونت فلاندرز الذي استطاع استرداد المقاطعة منها، وبعد نشوب نزاعات بينهما تم إقامة السلام من خلال تزويجه ابنته إيزابيل وتوريث المقاطعة بين أبنائهما.
ولدى تلقيه مبلغ 15,000 من البابا، انضم إلى الأمير إدوارد من إنجلترا في الحملة الصليبية التاسعة، وعاد عندما حقق الصليبيون الهدنة مع السلطنة المملوكية.